# Эрскин, Дональд, 16-й граф Бьюкен
Дональд Кардросс Флауэр Эрскин, 16-й граф Бьюкен, 7-й барон Эрскин (англ. Donald Cardross Flower Erskine, 16th Earl of Buchan; 3 июня 1899 — 26 июля 1984) — британский пэр и офицер.

## Происхождение и образование
Родился 3 июня 1899 года. Старший сын Монтегю Эрскина, 6-го барона Эрскина (1865—1957), от брака с Флоренс Флауэр (1869—1936). Он учился в школе Чартерхаус в Годалминге, графство Суррей, и в Королевском военном колледже в Сандхерсте.

## Биография
Дональд Эрскин поступил на службу в британскую армию в декабре 1918 года в качестве младшего лейтенанта 9-го королевского полка королевских улан. В декабре 1920 года ему было присвоен чин лейтенанта. В 1921 году он был направлен в Ирландию во время ирландской войны за независимость. В марте 1928 года ему было присвоено звание капитана. В мае 1930 года он был освобожден от действительной армейской службы с денежной пенсией.
Участвовал во Второй мировой войне и получил временное звание майора. В 1948 году он был награжден греческим орденом Феникса. Он оставался офицером запаса до тех пор, пока не был уволен из армии по возрасту в августе 1949 года и не получил почетного звания подполковника 9-го королевского полка королевских улан.
9 февраля 1957 года после смерти своего отца Дональд Кардросс Флауэр Эрскин унаследовал титул 7-го барона Эрскина из замка Рестормел, графство Корнуолл (Пэрство Соединённого королевства), став членом Палаты лордов Великобритании.
18 декабря 1960 года после смерти своего бездетного родственника, Рональда Эрскина, 15-го графа Бьюкена (1878—1960), будучи потомком Генри Дэвида Эрскина, 10-го графа Бьюкена, лорд Эрскин унаследовал титулы 16-го графа Бьюкена (Пэрство Шотландии), 16-го лорда Охтерхауса (Пэрство Шотландии) и 11-го лорда Кардросса (Пэрство Шотландии).
В 1963 году лорд Бьюкен был награжден Орденом Святого Иоанна.
Лорд Бьюкен скончался 26 июля 1984 года в возрасте 85 лет. Ему наследовал его второй сын Малкольм.

## Семья
5 января 1927 года Дональд Эрскин женился на Кристине Баксендейл (? — 1994), дочери Хью Вулнера и приемной дочери Ллойда Генри Баксендейла. У супругов было четверо детей:
- Дэвид Стюарт Эрскин (20 июня 1928 — 1 февраля 1933)
- Малкольм Гарри Эрскин, 17-й граф Бьюкен (4 июля 1930 — 11 сентября 2022), второй сын и преемник отца.
- Леди Сара Луиза Эрскин (род. 14 июля 1931), она был замужем с 1957 года за Норманом Нилом-Фрейзером, с которым развелась в 1972 году.
- Леди Кэролайн Флауэр Эрскин (29 июня 1935 — 22 февраля 2019), она вышла замуж в 1963 году за Джона Робина Уильяма Лингарда.